# ديكونستركتيم
ديكونستركتيم (بالإنجليزية: Deconstructeam)‏، هي شركة إسبانية لإنتاج وتطوير ألعاب الفيديو، أسست سنة 2012، ومقرها في مدينة فالنسيا.

## الموقع الخارجي
- الموقع الرسمي
 (الإنكليزية)